# Gadirtha guineana
Gadirtha guineana är en fjärilsart som beskrevs av Swinhoe 1918. Gadirtha guineana ingår i släktet Gadirtha och familjen trågspinnare. Inga underarter finns listade i Catalogue of Life.